# Рухолла Зам
Рухолла Зам (перс. روح‌الله زم ; 27 липня 1978 — 12 грудня 2020) — іранський активіст та журналіст. Керував телеграм-каналом 'Amadnews', який він заснував у 2015 році. Зам займався активним висвітленням масових протестів в Ірані у 2017—2018 роках. У червні 2020 року суд Ірану визнав його винним у «грубому порушені морального порядку» (Мофсед-е-філарз) за те, що, за словами чиновників, він підбурював до масових акцій протесту 2017—2018 років. Він був засуджений до смертної кари і страчений 12 грудня 2020 року.

## Біографія
Рухолла Зам народився 1978 року в родині кліриків в Тегерані. Його батько Мохаммад-Алі Зам був реформістом, який працював на керівних державних посадах у 1980-х і 1990-х роках. Мохаммад-Алі Зам вибрав для свого сина ім'я «Рухолла», оскільки він був прихильником Рухолли Хомейні, засновника Ісламської Республіки в Ірані, однак згодом Рухолла попросив своїх друзів назвати його Німа. Рухолла Зам виступив проти іранського режиму після протестів на виборах президента Ірану 2009 року і був деякий час ув'язнений у в'язниці Евін. Зрештою Зам втік з Ірану до Франції.
У 2015 році Зам заснував телеграм-канал «Amadnews» (або «Sedaiemardom», — "Голос народу''). Зам зіграв провідну роль в іранських протестах 2017–18 років, яким він тоді присвятив особливе висвітлення. Канал мав 1,4 мільйона підписників. На каналі Рухолла Зам розказував про порядок та організаційні деталі протестів, а також інформацію про чиновників, які кидали виклик уряду Ірану. Після того, як уряд Ірану поскаржився, що на каналі є інформація про те, як виготовляти бензинові бомби, Telegram у 2018 році закрив канал, але він знову з'явився з іншою назвою. Перська служба «Голосу Америки» часто запрошувала Зама у свої ефіри.
Зам був одружений з Магсі Разані і мав двох доньок.

## Арешт і страта
14 жовтня 2019 року Революційна гвардія заявила, що заманила Зама до Ірану і заарештувала його, хоча, за іншими даними, він був заарештований в Іраці представниками спецслужб і переданий Ірану на підставі угоди про екстрадицію між двома країнами. 30 червня 2020 року Зам був засуджений до смертної кари. Його стратили через повішення 12 грудня 2020 року.